# Ceratomerus macalpinei
Ceratomerus macalpinei är en tvåvingeart som beskrevs av Sinclair 2003. Ceratomerus macalpinei ingår i släktet Ceratomerus och familjen Brachystomatidae. Inga underarter finns listade i Catalogue of Life.